# Heraclia
Heraclia é um gênero de traça pertencente à família Arctiidae.